# حليمة إثناعشرية صغيرة
الحليمة الإثناعشرية الصغيرة أو  الحليمة الإثناعشرية الصغرى هي فتحة القناة البنكرياسية الإضافية في القسم الثاني النازل من الاثني عشر.

## البنية
توجد الحليمة الاثنا عشرية الصغيرة في الجزء الثاني من الاثني عشر. تقع على مسافة 2 سم من الحليمة الاثنا عشرية الكبيرة، وبالتالي 5-8 سم من فتحة البواب. يقع الشريان المعدي الاثني عشر في الخلف.
قد تحتوي أو لا تحتوي الحليمة الإثنا عشرية الصغيرة على العضلة العاصرة والقناة السالكة (المفتوحة). عند وجودها، تُعرف العضلة العاصرة باسم العضلة العاصرة لـ Helly، وتُعرف القناة باسم القناة البنكرياسية الإضافية لسانتوريني. في 10٪ من الأشخاص، تكون الحليمة الإثنا عشر الصغرى هي القناة الرئيسية لتصريف البنكرياس، على الرغم من أنها قد لا تكون موجودة على الإطلاق في حالات أخرى. سيتم إحالة الألم من المنطقة إلى المنطقة الفوق معدية من البطن بسبب الأمراض الجلدية المرتبطة بها. [بحاجة لمصدر]

## الوظيفة
هذه القناة هي بقايا جنينية، ولكن في أغلبية صغيرة من الناس تصرف إلى البنكرياس.

### التطور
تمثل الحليمة الإثني عشرية الصغرى بقايا فتحة القناة البنكرياسية الإضافية، التي تصرف إلى برعم البنكرياس الظهري أثناء نمو الجنين.

## الأهمية السريرية
عندما تكون سالكة (مفتوحة)، قد تترافق حليمة الإثني عشر الصغرى مع التهاب البنكرياس المتكرر. هذا شائع بشكل خاص في مجموعة فرعية من الأشخاص، عندما يفشل برعم البنكرياس الظهري في الاندماج مع برعم البنكرياس البطني، وهي حالة تسمى بنكرياس منقسم، أو عندما تكون سالكة (مفتوحة) أو مرتبطة بواسطة ربيطة.

## التاريخ
الأسماء الأخرى لحليمة الإثني عشر الصغرى هي لحيمة  سانتوريني الصغيرة.

## روابط خارجية
- علم الأجنة السويسري (من جامعة لوزان، وجامعة برن، وجامعة فريبورغ) sdigestive/pankreas01